# 第3次西成暴動
第3次西成暴動（だい3じにしなりぼうどう）とは、1963年（昭和38年）12月と翌年1964年（昭和39年）1月に大阪府大阪市西成区のあいりん地区（通称釜ヶ崎）で発生した日雇い労働者による暴動事件。「第3次釜ヶ崎暴動」ともいう。

## 事件の発端
年末年始は多くの企業が休業しているため、この時期の求人数は他の時期よりも激減しているのが通例である。当時は新左翼による越年闘争もなく、また炊き出しを実施している慈善団体もあまりなかった。そのため、日雇い労働者は「このままでは年が越せない」と不満を募らせていった。

## 事件の概要
1963年12月31日午前7時頃より、日雇い労働者約2,000人が集まり始め、走行中の車に投石したりタイヤの空気を抜くなどの騒ぎを起こし始めた。大阪府警察と西成警察署はただちに警備本部を開設し、日雇い労働者3人を検挙し、その他の日雇い労働者を現場から排除した。
翌年1月1日以降も日雇い労働者の不穏行動が続いていたが、次第に平穏を取り戻していった。